# John McLoughlin

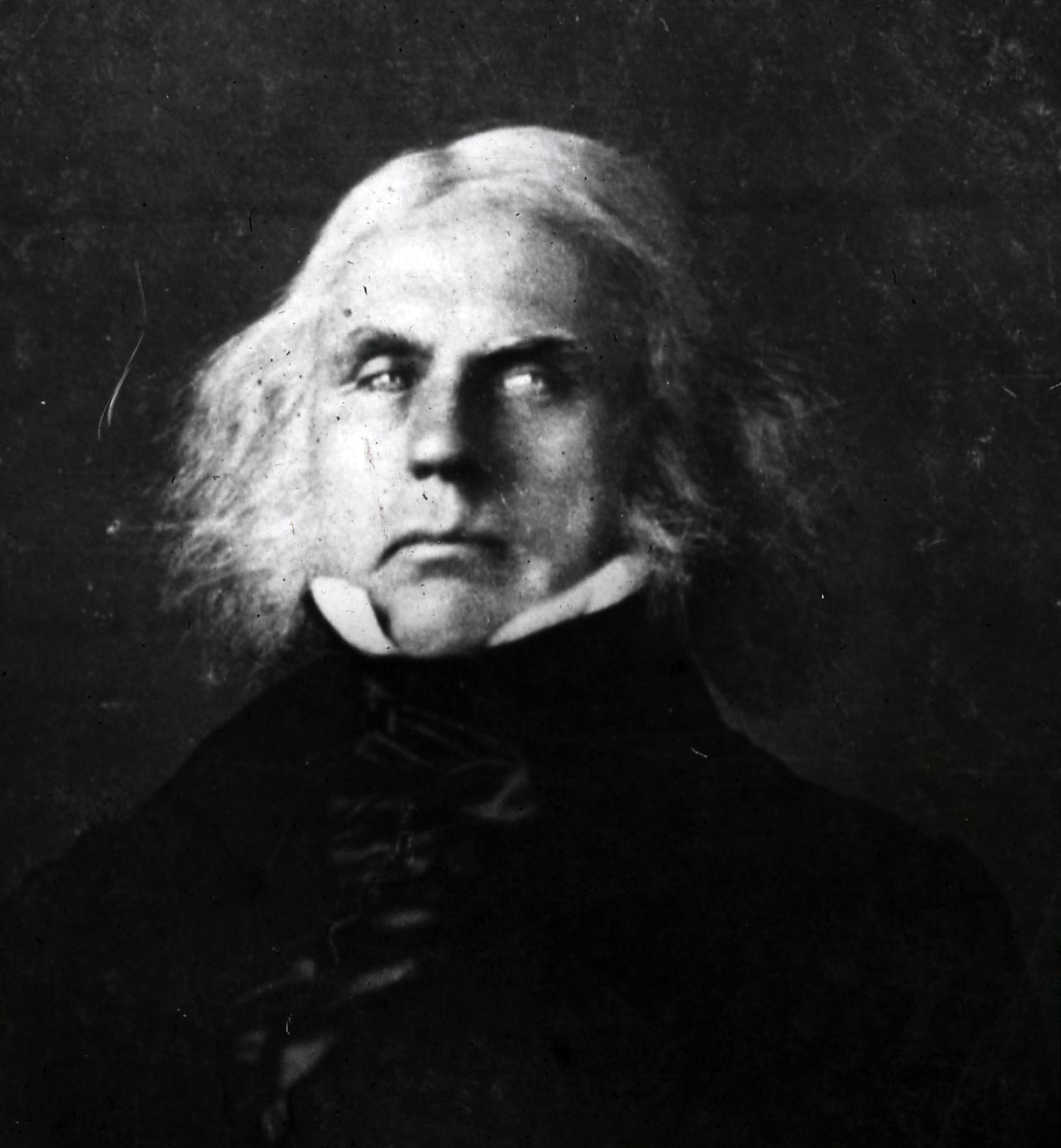
Dr. John McLoughlin

John McLoughlin (* 19. Oktober 1784 als Jean-Baptiste McLoughlin in Rivière-du-Loup, Québec; † 3. September 1857 in Oregon City, Oregon-Territorium) war ein im heutigen Kanada geborener britischer Arzt und Verwalter des Columbia Department (entsprechend in etwa dem Oregon Country) der Hudson’s Bay Company, der später die US-amerikanische Staatsbürgerschaft annahm. Er ist in den Vereinigten Staaten als „Vater Oregons“ bekannt.

## Biografie
McLoughlin wurde am 19. Oktober 1784 in Rivière-du-Loup in der britischen Provinz Québec im heutigen Kanada geboren. Seine Familie war von protestantischen und katholischen Konflikten zerrissen. Mit 13 oder 14 Jahren begann er eine Ausbildung bei einem Arzt in Québec und erhielt 1803 die Approbation. Im selben Jahr trat McLoughlin als Arzt und angehender Pelzhändler in die North West Company (NWC) ein, deren Hauptsitz sich in Fort William am Lake Superior befand. Er arbeitete in verschiedenen Niederlassungen des Unternehmens und wurde 1814 Partner.
Nach einer kurzlebigen Beziehung mit einer Ojibwa-Frau, aus der ein Sohn hervorging, ging McLoughlin 1810 oder 1811 eine langfristige Beziehung mit Marguerite Waddens McKay ein, die bis zu seinem Tod hielt. Marguerite hatte bereits einen Sohn aus einer früheren Ehe; zusammen bekamen McLoughlin und seine Frau vier weitere Kinder.
1816 wurde McLoughlin der Mittäterschaft am Massaker in der Red-River-Kolonie nach der Schlacht bei Seven Oaks angeklagt. Er und alle anderen Beteiligten der NWC wurden jedoch freigesprochen.
McLoughlin war maßgeblich an den Verhandlungen beteiligt, die 1821 zur Fusion der North West Company mit der Hudson’s Bay Company (HBC) führten. Kurz nach der Fusion wurde er zum Leiter des Rainy-Lake-Bezirks befördert.

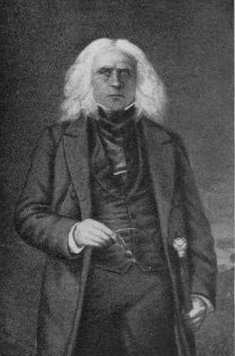
John McLoughlin

1824 ernannte die HBC McLoughlin zum Chief Factor (etwa: leitender Kommissionär) und später zum Superintendenten (etwa: leitender Verwalter) des Columbia Department, das in etwa dem als Oregon Country bekannten Gebiet entspricht. Zunächst war McLoughlin in Fort George (ursprünglich Fort Astoria, heute Teil von Astoria (Oregon)) tätig, dem damaligen Hauptquartier der HBC im Columbia Department. Fort George wurde jedoch als Hauptquartier bald durch Fort Vancouver ersetzt, das in günstigerer Lage am Nordufer des Columbia River erbaut und am 19. März 1825 eröffnet wurde. Von Fort Vancouver aus überwachte McLoughlin den Handel und wahrte den Frieden mit den Eingeborenen, lancierte den Lachs- und Holzhandel mit dem mexikanisch kontrollierten Kalifornien sowie Hawaii und versorgte Russisch-Amerika mit Produkten. Unter McLoughlins Leitung wurde das Columbia Department hochprofitabel.
Die HBC riet offiziell von der Besiedlung des Columbia Departments ab, da diese den lukrativen Pelzhandel beeinträchtigte. Zwei Entwicklungen in den späten 1830er Jahren machten eine Neubewertung der HBC-Aktivitäten im Columbia Department notwendig. Befürchtungen über US-amerikanische Feindseligkeiten wuchsen, als US-Senator Lewis F. Linn 1838 die Entsendung von Marineeinheiten an den Columbia River forderte, obwohl diese Maßnahme nie verabschiedet wurde. Mit der Unterzeichnung eines Abkommens im Jahr 1839 wurden günstige Beziehungen der HBC zur Russisch-Amerikanischen Kompagnie (RAC) aufgebaut.
Um den neuen Handelsverpflichtungen nachzukommen und die britischen Ansprüche im Grenzstreit mit den Vereinigten Staaten zu unterstützen, gründete die HBC 1840 offiziell die Tochtergesellschaft Puget Sound Agricultural Company (PSAC). Das neue Unternehmen war zwar nominell unabhängig, wurde aber administrativ in das Columbia Department eingegliedert. McLoughlin wurde er zum Leiter der PSAC ernannt.
Anfang der 1840er Jahre, als die ersten Planwagenzüge über den Oregon Trail eintrafen, missachtete McLoughlin die Anweisungen der HBC und leistete den amerikanischen Siedlern umfangreiche Hilfe. Auch in anderen Punkten, etwa dem Einsatz von Schiffen, war McLoughlin nicht mit den Plänen der HBC einverstanden. 1842 wurde McLoughlins Sohn John, der Fort Stikine geleitet hatte, von eigenen Männern ermordet worden. McLoughlin beklagte mangelnde Initiative seitens der HBC bei der Überführung der Mörder seines Sohnes.
1843 bildeten amerikanische Siedler ihre eigene Regierung, die sogenannte Provisorische Regierung von Oregon. McLoughlin begann, auch im Namen der HBC Land im Willamette Valley zu kaufen, wo zu dieser Zeit die Stadt Oregon City gegründet wurde. Dadurch wurde sein Umzug nach Oregon City erforderlich, um dort die Leitung der Fabriken und Grundstücke persönlich zu übernehmen. Die HBC beendete in der Folge McLoughlins Posten als Superintendent 1845, und er zog sich 1846 nach Oregon City zurück.
Der Oregon-Kompromiss wurde 1846 ratifiziert, und die Region, jetzt Oregon-Territorium genannt, gehörte zu den Vereinigten Staaten. Das Willamette-Tal war ein beliebtes Ziel für Siedler, die über den Oregon Trail kamen. In seinem Laden in Oregon City verkaufte McLoughlin Lebensmittel und landwirtschaftliche Geräte an die Siedler.
1851 wurde McLoughlin US-amerikanischer Staatsbürger. Er war für kurze Zeit Bürgermeister von Oregon City. Er starb am 3. September 1857 im Alter von 72 Jahren.

## Nachwirkung

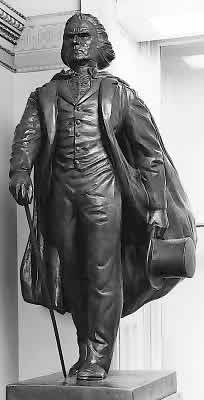
John McLoughlin, Statue in der National Statuary Hall Collection

1953 schenkte der Bundesstaat Oregon der National Statuary Hall Collection eine Bronzestatue von McLoughlin, die heute im United States Capitol Visitor Center ausgestellt ist.
Der Titel „Vater von Oregon“ wurde ihm 1957, anlässlich seines hundertsten Todestages, offiziell von der Oregon Legislative Assembly verliehen.
Nach ihm benannt sind unter anderem der Mount McLoughlin und zahlreiche Straßen und Schulen.
McLoughlins ehemaliges Wohnhaus in Oregon City, das McLoughlin House, ist heute ein Museum und Teil der Fort Vancouver National Historic Site.